# Арпад Вајс
Арпад Вајс (мађ. Weisz Árpád; 16. април 1896) је био мађарски фудбалер олимпијац и менаџер. Вајс је био Јеврејин  и убијен је са женом и децом од стране нациста током Холокауста у Другом светском рату у Аушвицу.

## Играчка каријера
Вајс је играо клупски фудбал као лево крило у Мађарској за Тереквеш СЕ, затим у Чехословачкој за Макаби Брно, а у Италији за Алесандрију и Интер из Милана.
Између 1922. и 1923. године, Вајс је одиграо шест међународних утакмица за репрезентацију Мађарске и био је члан мађарске фудбалске репрезентације на Летњим олимпијским играма 1924. у Паризу. Озбиљна повреда прекинула је његову играчку каријеру.

## Тренерска каријера
Након што се пензионисао као играч 1926. године, Вајс је постао помоћни тренер у Алесандрији пре него што је прешао у Интер из Милана, где је као тренер са 34 године освојио једно првенство у сезони 1929/30. Вајс је имао три одвојена периода као менаџер Интера, 1926/28, 1929/31 и 1932/34. године. У тадашњем тиму Интера је играо и познати Ђузепе Меаца. Такође је тренирао клубове Бари, Новару и Болоњу, када је освојио две титуле шампиона (1936. и 1937.) пре него што је био присиљен да побегне са својом супругом и двоје деце након доношења италијанских расних закона. Вајс је завршио каријеру као тренер Дордрехта у Холандији, одакле је отишао 1940. након избијања Другог светског рата.
Четири године касније ухапшен је од стране СС-а и убијен од стране нациста у концентрационом логору Аушвиц, са четворочланом породицом (укључујући његову супругу Елену, његовог сина Роберта и његову ћерку Клару) када су одмах по доласку у Биркенау били убијени у гасној комори.

## Трофеји (као тренер)

### Интер Амброзијана
- Првенство Италије (1) : 1929/30.

### Болоња
- Првенство Италије (2) : 1935/36, 1936/37.